# Lars Tynell (bibliotekarie)
Lars Victor Tynell, född 6 april 1923 i Stockholm, död 15 april 2013, var en svensk bibliotekarie.  Han var son till Knut Tynell och svärson till Johan Bååth.

## Biografi
Tynell, vars far var bibliotekskonsulent, anställdes vid Kungliga biblioteket 1946, blev filosofie licentiat vid Stockholms högskola 1949, var förste bibliotekarie vid Kungliga biblioteket 1960–66 och blev biblioteksråd 1966 och riksbibliotekarie 1979–88 (t.f. 1977). Åren 1966-77 var han stadsbibliotekarie i Stockholm. 
Tynell var styrelseledamot i Sveriges allmänna biblioteksförening 1974–78, Bibliotekstjänst 1977–88, ordförande i Forskningsbiblioteksrådet 1977–79, Svenska Barnboksinstitutet 1979–81, styrelseledamot i Svenska Emigrantinstitutet i Växjö 1978–88, Delegationen för vetenskaplig och teknisk informationsförsörjning (DFI) 1979–88 och Stiftelsen föremålsvård i Kiruna 1986–88. Han blev filosofie hedersdoktor 1988.